# Achim von Arnim
Ludwig Achim von Arnim, född 26 januari 1781 i Berlin, död 21 januari 1831 på Wiepersdorf, var en tysk författare.

## Biografi
von Arnim studerade naturvetenskap i Halle. 1806–1808 gav han ut folkvisesamlingen Des Knaben Wunderhorn (Gossens förtrollade horn) tillsammans med Clemens Brentano. Han flyttade till Berlin 1808 där han 1811 gifte sig med Clemens Brentanos syster Bettina Brentano och deltog i kriget mot Napoleon I 1813–1814. Därefter levde han på sitt familjegods Wiepersdorf. von Arnim skrev noveller i romantisk, bisarr stil samt historiska berättelser och romaner i mera realistisk stil.

## Familj
Barn med Bettina von Arnim
- Freimund Johann, 1812
- Siegmund Lucas, 1813
- Friedmund Anton Nepomuk, 1815
- Kühnemund Waldemar, 1817
- Maximiliane Marie Catharine, 1818
- Armgart Catharina, 1820 (mor till författarna Elisabeth von Heyking och Irene Forbes-Mosse
- Gisela, 1827

## Utmärkelser
Asteroiden 8055 Arnim är uppkallad efter honom.

## Verk (urval)
1805 Des Knaben Wunderhorn (folkvisesamling)
1812 Isabella von Ägypten (Isabella av Egypten, översättning Ragnar Hallqvist, Åhlén & Åkerlund, 1920)
1817 Die Kronenwächter (roman)
- De tre älskvärda systrarna och den lyckliga färgaren (översättning Carl Erik Ekmarck, Strängnäs, 1820)
- Melyck Maria Blainville (anonym översättning [Ekmarck?], Strängnäs, 1820)
- Majoratsherrarna (Die Majoratsherren) (översättning Lisa Matthias och Egon Jonsson, Bibliofila klubben, 1948)
- Den galne invaliden och andra berättelser (översättning Marianne och Hans Levander, Tiden, 1957)